# جولیان فارینو
جولیان فارینو (انگلیسی: Julian Farino؛ زادهٔ ۱۲ دسامبر ۱۹۶۵) کارگردان فیلم، کارگردان تلویزیونی و تهیه‌کننده فیلم اهل بریتانیا است.
از فیلم‌ها یا مجموعه‌های تلویزیونی که وی در آن‌ها نقش داشته‌است، می‌توان به پرتقال‌ها، اداره، عشق بزرگ، رم، دارودسته، بایرون، سکس و سیتی و خیابان کورونیشن اشاره نمود.